# 国鉄シキ800形貨車
国鉄シキ800形貨車（こくてつシキ800がたかしゃ）は、1973年（昭和48年）2月7日・1974年（昭和49年）6月19日・1996年（平成8年）9月に各1両ずつの合計3両が日本車輌製造で製造された155 トン/160 トン積み吊り掛け式・140 トン積み分割落し込み式大物車である。1973年に製造されたのがシキ800で、B梁が2つ（シキ800B1・シキ800B2）とC梁が1つ（シキ800C）である。1974年に製造されたのがシキ801で、シキ801B2とされ、このときにシキ800B1が一旦除籍されてシキ801用に転用され、シキ801B1となった。1996年に製造された車両は、期間が長く開いた間の改良を反映したことから番号を飛ばしてシキ810としている。シキ810に装備している梁はB2梁と同等である。

## 概要
シキ800形は発電所や変電所に設置される特大の変圧器を輸送するための貨車である。こうした貨車は、従来重電メーカー各社がそれぞれ保有していたが、利用頻度が低いことから各社で共通利用することが計画された。この経緯はシキ610形と同様である。ただし、シキ610形のときは東芝・日立製作所・富士電機の3社については共通の荷受梁を用意できたが、三菱電機のみヒンジの形状が異なることから別な荷受梁を用意して交換して使用することになった。シキ800形では、アタッチメントとなる継手を利用し、また側梁部分を可動式にすることで、異なる寸法と形状のヒンジに対応できるように工夫された。B1梁に利用する継手は2種類あり、B2梁、C梁と合わせて以下の組み合わせが可能である。
| 組み合わせ | 仕様                       | 互換性のある貨車                                 |
| ---------- | -------------------------- | ------------------------------------------------ |
| B1梁のみ   | 155 トン積み吊り掛け式     | シキ280B1・シキ290B・シキ370・シキ600・シキ610B1 |
| B1梁+継手1 | 130 トン積み吊り掛け式     | シキ160・シキ280B2                               |
| B1梁+継手2 | 150 トン積み吊り掛け式     | シキ300B                                         |
| B2梁のみ   | 160 トン積み吊り掛け式     | シキ170B                                         |
| B2梁+C梁   | 140 トン積み分割落し込み式 |                                                  |

シキ800ではB2梁またはC梁が装備でき(シキ800B2・シキ800C)、シキ801ではB1梁かB2梁またはB2+C梁(シキ801B1、シキ801B2、シキ801B2C)の3形態が可能となっている。
シキ800・シキ801については、台車はベッテンドルフ式の2軸ボギー台車NC-3C形を合計8台16軸装備している。台車2台の上に台車上枠を載せ、2つの台車上枠に跨るように枕枠を装備して、その上に荷受梁を載せる構造である。ブレーキはK弁とUC形シリンダーを組み合わせた手動積空切り替え方式のものである。これに対してシキ810では台車はTR213F形を装備し、大物車として初めてのCSD方式のブレーキを備えている。シキ810でも台車上枠や枕枠の基本的な構造は同じである。最高運転速度は空車時75 km/h、積車時45 km/hである。後年、シキ810が廃車されB2梁・台車・台枠・まくら枠等がシキ801に移植されている。移植後のシキ801はB1梁や一部の部品を除いて実際にはほぼ全てが元シキ810の物となっている。
荷受梁はガーダー構造で構成されており、全溶接構造である。B1梁のときの空車全長は25,920 mm、B2梁のときは25,800 mmで、どちらでも貨物の最大長さは11,120 mmとなっている。側梁を移動させて必要な間隔に設定できるようになっており、B1梁ではねじで、B2梁では油圧ジャッキで移動させるようになっている。C梁を装備すると全長は33,550 mmとなる。このとき、B2梁と組み合わせることでC梁を構成するようになっており、C梁用に用意されている部材は分割落し込み式で分割される横梁の部分だけである。このことから、シキ800B2のナンバープレートを裏返しにするとシキ800Cという表記に変わるようになっている。
シキ800・シキ801は大物車としての通例どおり黒に塗装されているが、シキ810は四国旅客鉄道（JR四国）のコーポレートカラーと同じスカイブルー（青26号）となっていた。

## 運用
シキ800・シキ801は日本通運所有の私有貨車である。シキ800の常備駅は当初梅田駅で、1976年（昭和51年）4月に多気駅へ移動した。シキ801の常備駅は当初新芝浦駅で、1982年（昭和57年）2月に末広町駅へ移動、1985年（昭和60年）1月に小山駅へ移動した。
シキ800は2019年11月上旬の変圧器輸送を最後に運用を終了し、その後京都鉄道博物館にてEF200形式直流電気機関車と共に特別展示された。
シキ810は東芝物流所有の私有貨車で、常備駅は末広町駅。2006年（平成18年）2月に名義変更され日本通運所有となったが、車両は東芝物流から表記変更しなかった。2009年（平成21年）にシキ801に台車・台枠・まくら枠等の部品が提供され廃車された。
2020年現在、シキ801のみが運用中である。

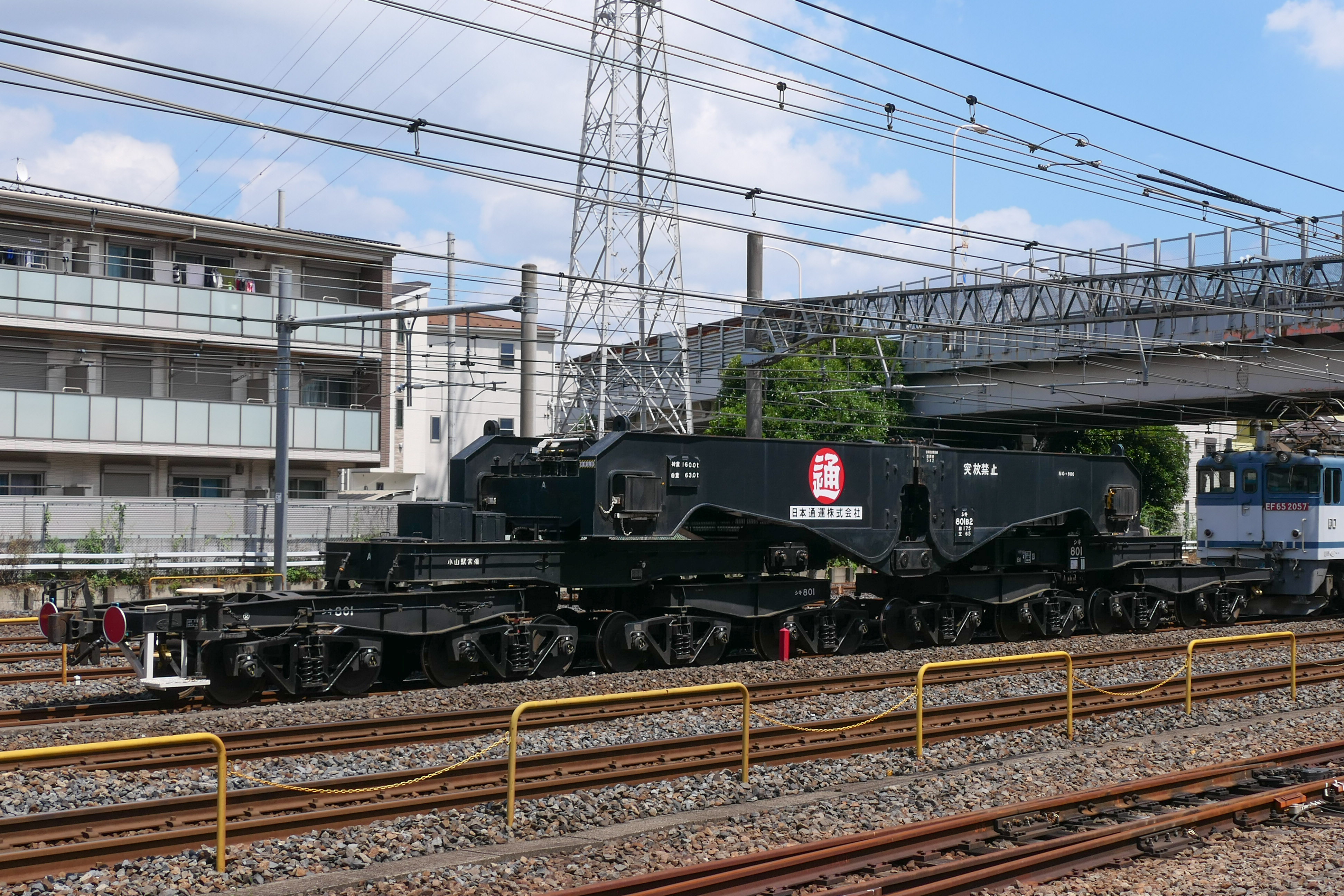
シキ801B2 （2021年）
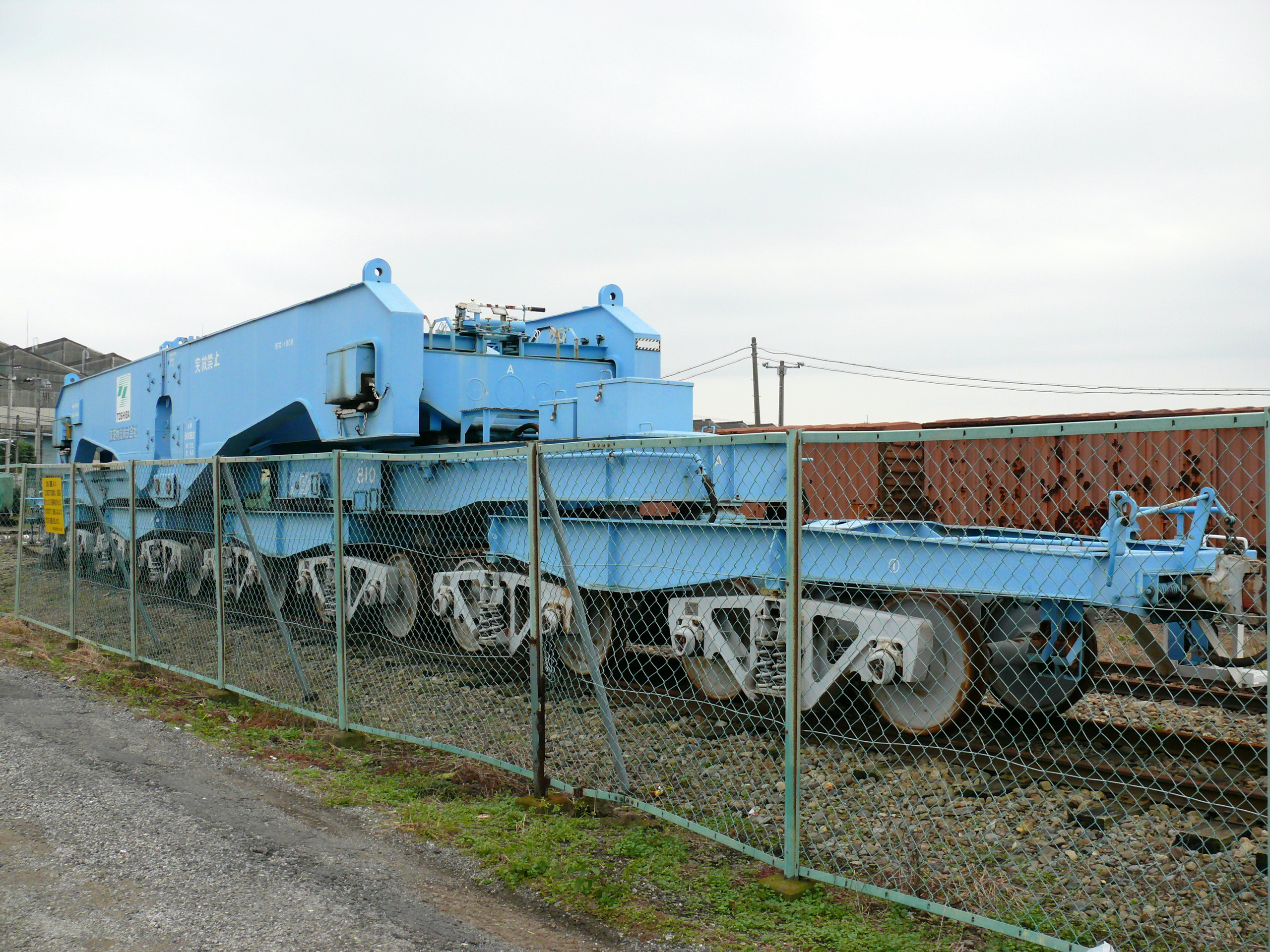
青い車体のシキ810 （高岳製作所小山工場　2007年）
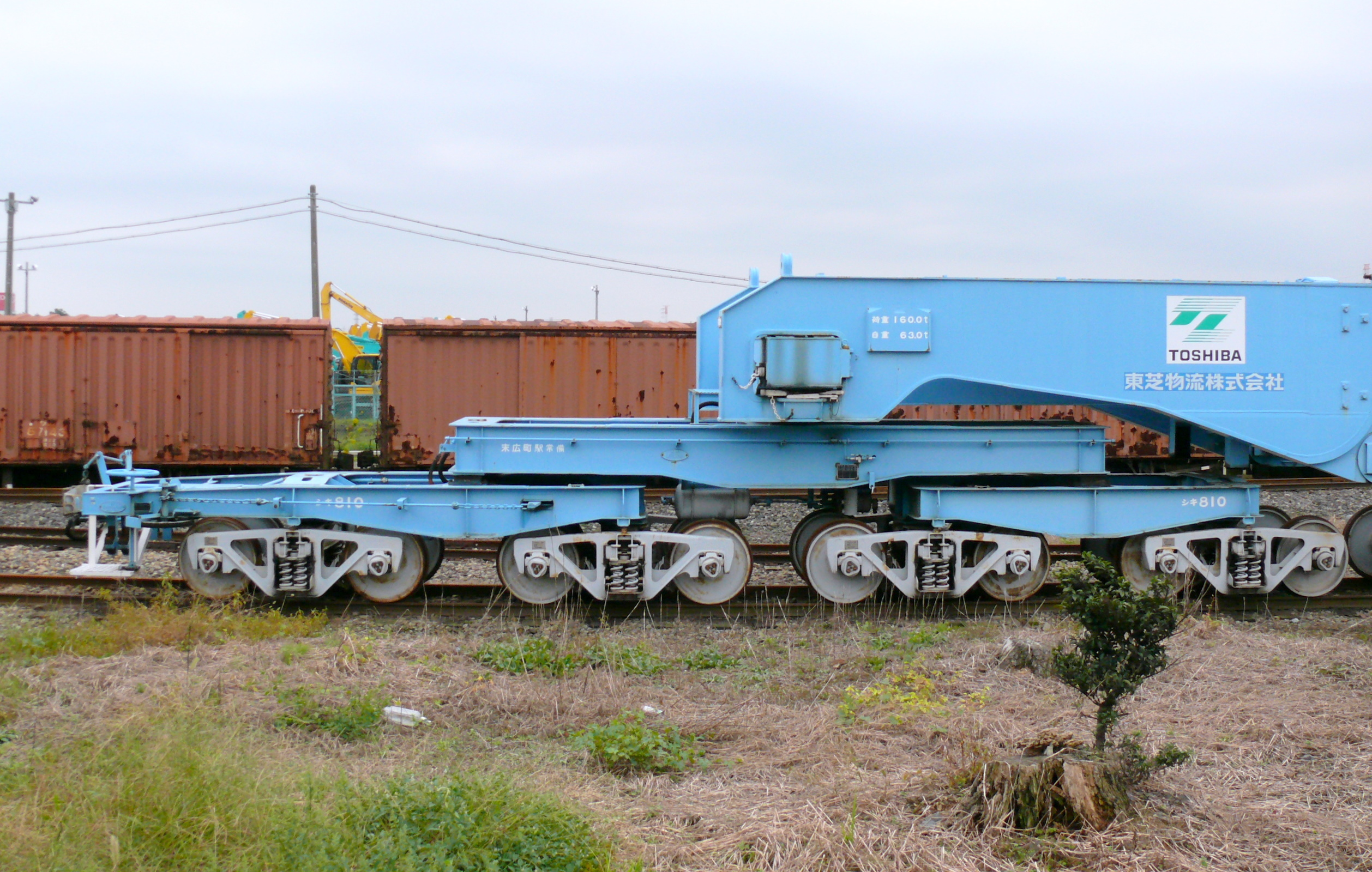
シキ810のTR213F形台車（2007年）
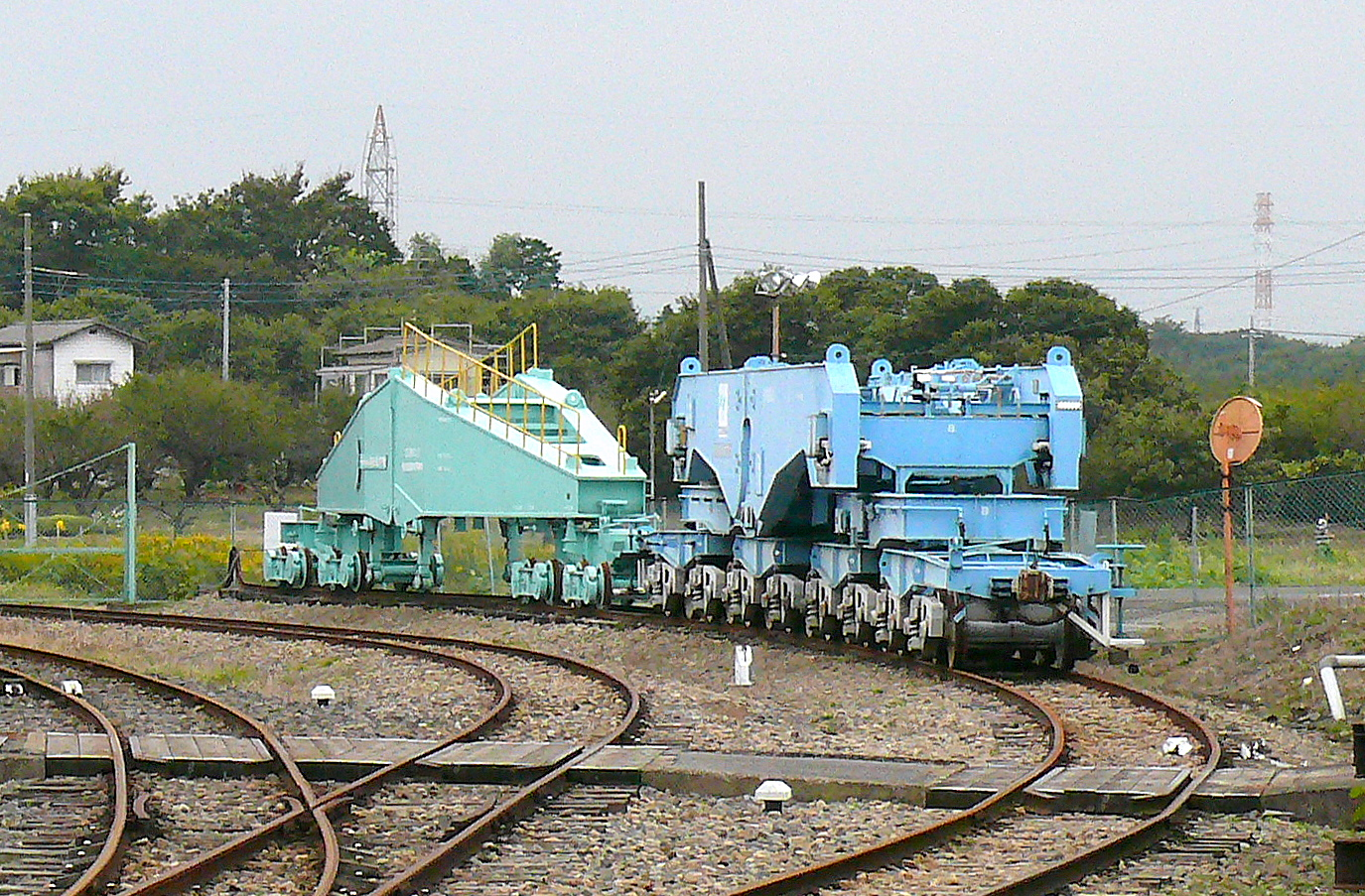
シキ810と高岳製作所の荷重試験専用車（2007年）